# Athanasius Kircher

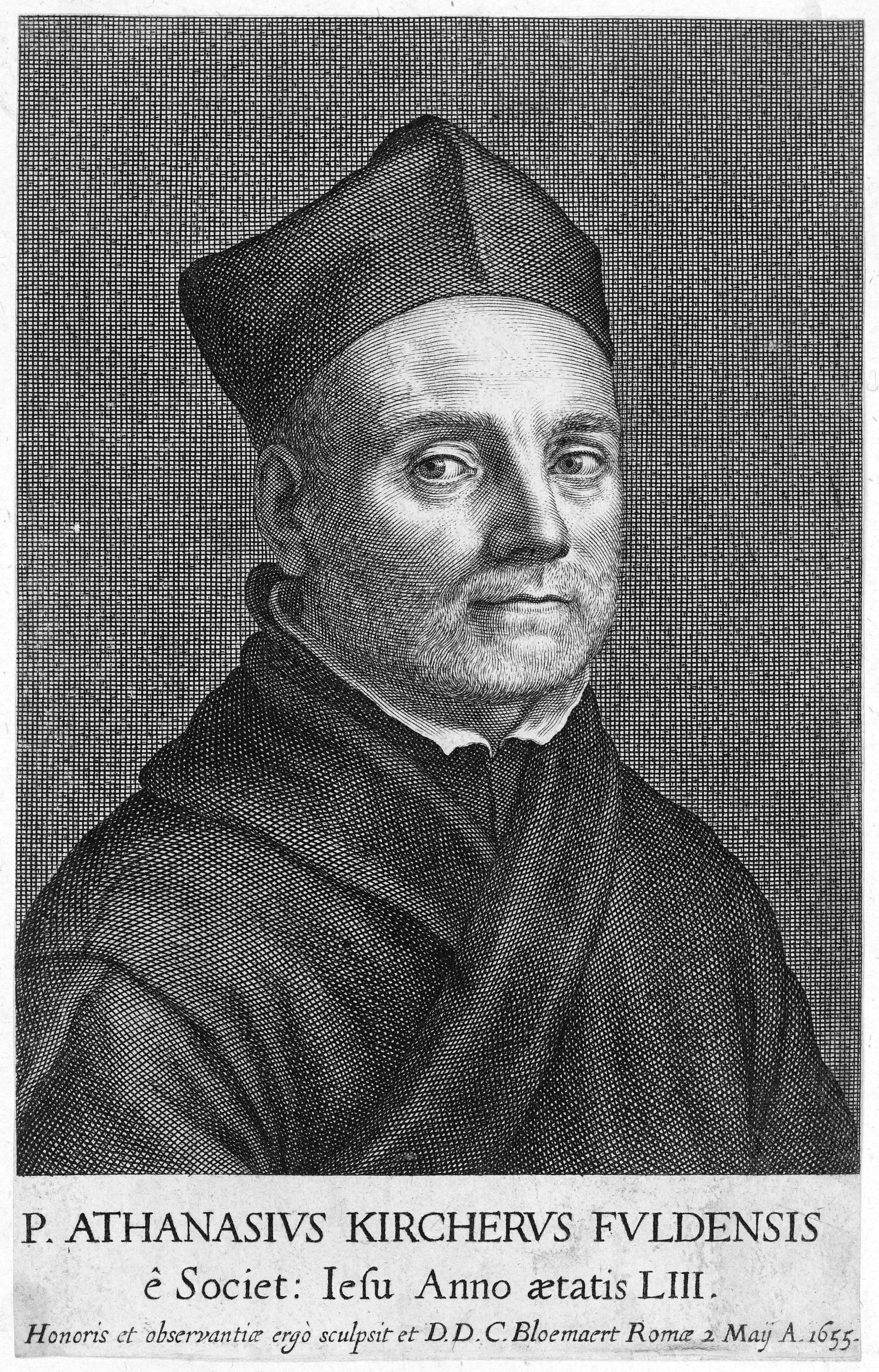
Pater Athanasius Kircher (vor 1664)

Athanasius Kircher (latinisiert auch: Athanasius Kircherus (Fuldensis); * 2. Mai 1602 in Geisa, Rhön, im Hochstift Fulda; † 27. November 1680 in Rom) war ein deutscher Jesuit und Universalgelehrter. Er war unter anderem Professor der Theologie und Philosophie.
Er lehrte und forschte die meiste Zeit seines Lebens am Collegium Romanum in Rom. Kircher veröffentlichte eine große Zahl ausführlicher Monografien über ein weites Spektrum von Themen unter anderem der Ägyptologie, Geologie, Medizin, Mathematik und Musiktheorie. Mehr als 150 Jahre vor Jean-François Champollion versuchte er, ägyptische Hieroglyphen zu entziffern.
Friedrich Kittler bezeichnet Kircher als „eine Art wissenschaftliche Feuerwehr des Papstes: Mit Sonderaufträgen und Sondervollmachten war er immer zur Stelle, wenn wissenschaftliches Neuland zu betreten, aber auch im Namen der Kirche zu verteidigen war.“ Tatsächlich war Kircher seiner Zeit voraus, was insbesondere an seinem Einfluss auf die Akustik, Astronomie, Mechanik und Farbenlehre abzulesen ist. So vermutete er als einer der ersten den Einfluss von „kleinen Wesen“ auf die Verbreitung der Pest.
Kirchers Motto lautete In uno omnia (In Einem alles).

## Leben
Kircher wurde am 2. Mai 1602 in Geisa, einer zum Hochstift Fulda gehörenden Stadt in der nördlichen Rhön, geboren. Sein Vater Johann Kircher stammte aus Mainz und war Amtmann des Fürstabts Balthasar von Dernbach, seine Mutter Anna war eine geborene Gansek aus Fulda. Von 1614 bis 1618 besuchte er das Jesuiten-Kollegium in Fulda. Am 2. Oktober 1618 trat er in Paderborn dem Jesuitenorden bei. An der Academia Theodoriana studierte er Philosophie und Theologie, musste aber 1622 auf abenteuerliche Weise nach Köln fliehen, um einrückenden protestantischen Truppen unter Herzog Christian von Braunschweig-Lüneburg zu entgehen. Auf der Reise entging er knapp dem Tod, nachdem er bei der Überquerung des zugefrorenen Rheins ins Eis eingebrochen war. Später war er in Heiligenstadt als Lehrer tätig und unterrichtete Mathematik, Hebräisch und Syrisch.
1628 wurde er Priester und im selben Jahr Professor für Mathematik und Ethik an der Universität Würzburg. 1631 veröffentlichte er sein erstes Buch (Ars Magnesia). Im selben Jahr zwang ihn der Dreißigjährige Krieg, seine Arbeiten an der Päpstlichen Universität von Avignon in Frankreich fortzusetzen. 1633 berief ihn Ferdinand II., Kaiser des Heiligen Römischen Reiches Deutscher Nation, zum Nachfolger Johannes Keplers als Mathematiker an den Habsburger Hof nach Wien.
Diese Berufung wurde allerdings auf Betreiben von Nicolas-Claude Fabri de Peiresc widerrufen. Dieser sorgte stattdessen für eine Berufung nach Rom an das Collegium Romanum, da sein Freund Kircher dort mehr Zeit für seine Forschungen haben würde – unter anderem für die Arbeit an der Entzifferung der Hieroglyphen. 1637/1638 unternahm er eine Forschungsreise, die ihn nach Malta, nach Sizilien und auf die Liparischen Inseln mit Besteigung des Ätna und des Stromboli führte. Nachdem er das Erdbeben von Kalabrien miterlebt hatte, ging er in Neapel an Land, bestieg den Vesuv und seilte sich in den Krater ab. Von 1638 an lehrte Kircher Mathematik, Physik und orientalische Sprachen am Collegium Romanum (Gregoriana).
1645 wurde er von dieser Tätigkeit freigestellt, um sich ganz seinen Forschungen widmen zu können. Er erforschte Krankheiten wie Malaria und die Pest und schuf eine bedeutende Sammlung von Antiquitäten, die er zusammen mit seinen eigenen Erfindungen im eigens dazu eingerichteten Museum Kircherianum ausstellte. 1661 entdeckte Kircher die Ruinen einer Kirche in Guadagnolo östlich von Palestrina, die angeblich von Konstantin dem Großen an der Stelle errichtet wurde, an der sich eine Jesuserscheinung zugetragen haben soll. Er sammelte Geld für den Wiederaufbau dieser Kirche und verfügte die Beisetzung seines Herzens an ebendiesem Ort. Das Kloster Santuário della Mentorella auf dem „Eustachiusberg“ beherbergt seit 1857 eine Niederlassung der polnischen „Resurrektionisten“ (Priester von der Auferstehung).
Athanasius Kircher starb 1680 in Rom.

## Werk
Kircher veröffentlichte eine große Anzahl grundlegender Werke mit einem sehr breiten Themenspektrum. Er beschäftigte sich mit Mathematik, Physik, Chemie, Geographie, Geologie, Astronomie, Biologie, Medizin, Musik, Sprachen, Philologie und Geschichte.
Er verfolgte einen synkretistischen oder universalwissenschaftlichen Ansatz und legte keinen Wert auf die im Entstehen begriffene Ausbildung verschiedener Disziplinen, wie wir sie heute im Wissenschaftsbetrieb kennen. Typisch für seine Monographien ist, dass sie über das eigentliche Thema hinausgehen und verwandte Fragestellungen und Meta-Diskussionen einschließen. So behandelt sein Buch Magnes (1641), das sich vornehmlich mit Magnetismus beschäftigt, auch andere Formen der Anziehung wie Gravitation und Liebe (Zitat: „Alles ist durch geheime Knoten miteinander verbunden“). In der Ars magna lucis et umbrae von 1646 findet sich eine kaum zu überblickende Anzahl verschiedener Themen, zu denen die Botanik, Zoologie, Farbenlehre, Strahlungslehre, Lichtbrechung, Parabolspiegel, Astrologie, Medizin, Sonnenuhren, Stundenlinien und Astronomie gehören. Die theoretischen Erklärungen werden durch anschauliche Skizzen unterbrochen und erläutert.
Kirchers heute vielleicht bekanntestes Werk ist der Œdipus Ægyptiacus (1652), eine breit angelegte Studie zur Ägyptologie und zur vergleichenden Religionswissenschaft. Seine in Latein verfassten Werke fanden zu seiner Zeit weite Verbreitung und machten die Ergebnisse wissenschaftlicher Arbeit einem weiten Kreis von Lesern bekannt.

### Ägyptologie

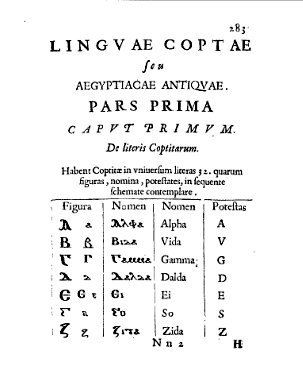
Das koptische Alphabet
(Auszug aus Prodromus coptus, 1636)

Kirchers Interesse an der Ägyptologie wurde geweckt, als er 1628 in der Bibliothek von Speyer auf eine Hieroglyphensammlung stieß. Vermittelt durch Nicolas-Claude Fabri de Peiresc kam er später in den Besitz mehrerer Manuskripte, die der Forschungsreisende Pietro della Valle aus Ägypten mitgebracht hatte; diese waren in Bohairisch, einem Dialekt der koptischen Sprache verfasst und eigentlich für den Linguisten Thomas Obicini gedacht gewesen. Nach dessen Tod schien der berühmte Gelehrte Kircher der richtige Mann, sie zu bearbeiten. 1633 an das Collegium Romanum berufen, begann er mit der Arbeit, lernte Koptisch und veröffentlichte 1636 die erste Grammatik dieser Sprache (Prodromus Coptus sive Aegyptiacus). In seinem Werk Lingua Aegyptiaca restituta von 1643 argumentiert er korrekt, dass Koptisch keine separate Sprache sei, sondern die letzte Ausbaustufe der antiken ägyptischen Sprache. Er erkannte auch die Beziehung zwischen hieratischen Schriftzeichen und den Hieroglyphen.
In Œdipus Ægyptiacus (1652) argumentiert er, dass die antike ägyptische Sprache von Adam und Eva gesprochen wurde und dass Hermes Trismegistos und Moses ein und dieselbe Person gewesen seien. Die ägyptischen Hieroglyphen seien okkulte Symbole, die nicht wörtlich übersetzt, sondern nur allegorisch (sinnbildlich) ausgelegt werden könnten, da ihre wahren Gehalte dem Eingeweihten vorbehalten seien. Er nahm an der Aufstellung der Obelisken in Rom teil und ist für die Hinzufügung heute als sinnlos bzw. sinnentstellend erkannter Hieroglyphen an einigen derselben verantwortlich; vgl. sein Werk Obeliscus Pamphilius (1650) über den unter Kaiser Domitian aufgestellten Obelisco Agonale. Im Jahre 1666 widmete er dem kurz vorher aufgefundenen und auf dem Rücken von Berninis Elefanten aufgestellten Obelisco della Minerva die Monographie Ad Alexandrum VII. Pont. Max. Obelisci Aegyptiaci nuper inter Isaei Romani rudera effossi interpretatio hieroglyphica. Noch 1676 befasst er sich in seiner Sphinx Mystagoga mit Mumienbergung und Entschlüsselung der Hieroglyphen.
Obwohl sein Ansatz zur Entzifferung altägyptischer Texte auf fundamentalen Fehlkonzepten beruhte, betrieb er doch bahnbrechende wissenschaftliche Forschungen auf diesem Gebiet. Kircher selbst glaubte an die Möglichkeit, dass die Hieroglyphen ein Alphabet bilden könnten, und setzte sie zum griechischen Alphabet in Beziehung. Seine Ergebnisse wurden später von Jean-François Champollion bei seinen erfolgreichen Bemühungen, diese altägyptische Sprache zu entziffern, verwendet.
Kircher beschäftigte sich auch mit Atlantis, das Platon zufolge auf eine Überlieferung aus Ägypten zurückgeht. Kircher glaubte, Atlantis im Atlantik lokalisieren zu können.

### Sinologie

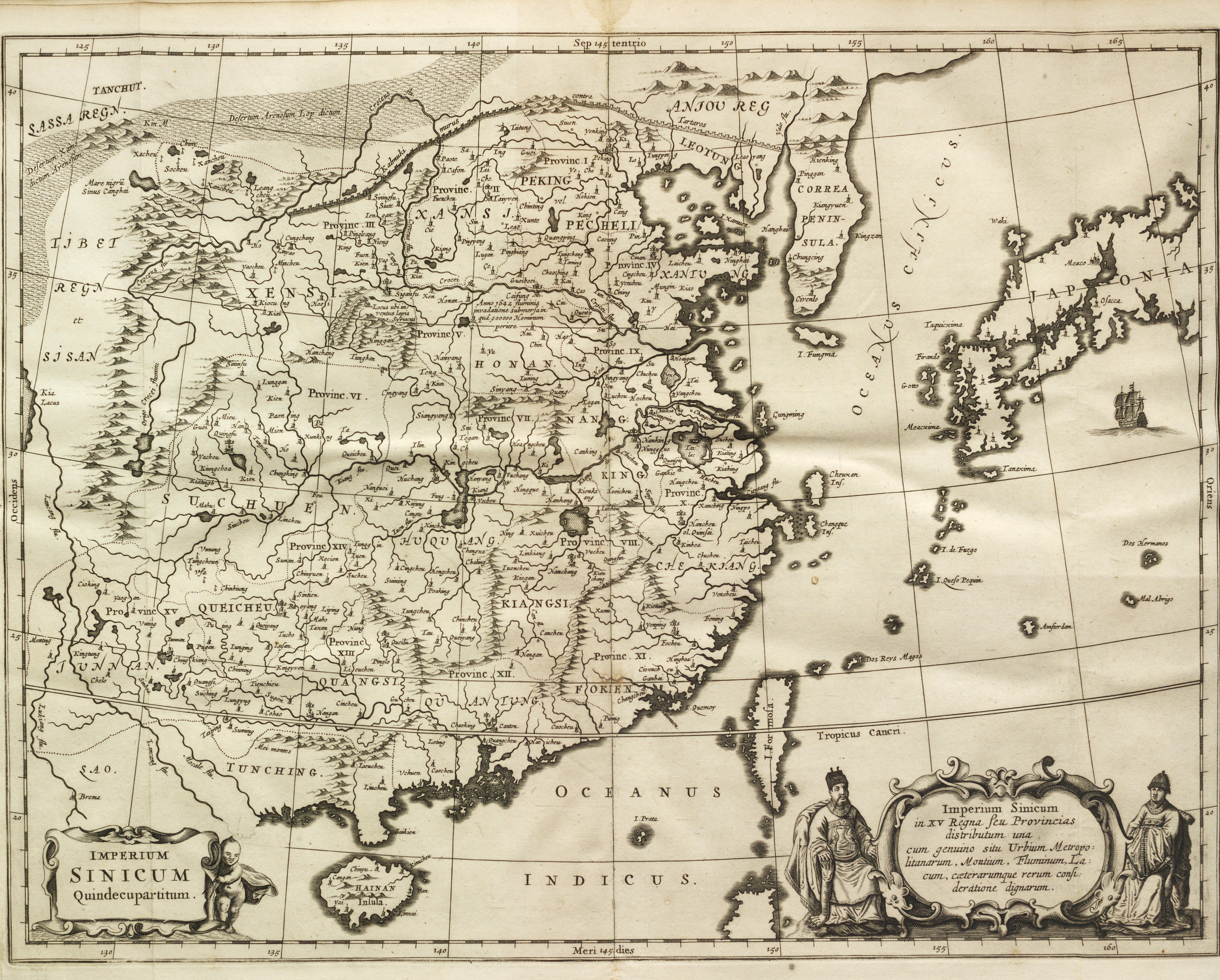
Karte des Kaiserreichs China aus Kirchers China illustrata, 1667

Kircher entwickelte früh ein Interesse an der chinesischen Kultur. Schon 1629 übermittelte er seinem geistlichen Mentor, dass er Missionar in diesem Land werden wolle. Sein Werk China monumentis qua sacris qua profanis (…) illustrata („China, illustriert anhand seiner heiligen und weltlichen Denkmäler...“) war eine Enzyklopädie über das Kaiserreich China, die akkurate Kartografie mit mystischen Elementen wie Drachen verband. Es betont die christlichen Elemente der chinesischen Geschichte, sowohl reale als auch imaginäre: Kircher erwähnt die frühe Anwesenheit von Nestorianern, aufgrund des sogenannten Sino-Syrischen Denkmals, der Nestorianischen Stele, die im Jahr 1625 in einer Villa der chinesischen Stadt Sianfu entdeckt worden war. Er betrachtete das Denkmal, welches auch in seinem Buch Prodromus Coptus (1636) behandelt wurde, als einen Beweis dafür, dass in China bereits eintausend Jahre zuvor (also um 600) ein Evangelium verkündet worden sei.
Daneben schrieb er auch, dass die Chinesen Nachkommen von Ham seien und dass die chinesischen Schriftzeichen abgewandelte Hieroglyphen seien, wie er bereits im Oedipus Aegyptiacus (1652–1654) behauptet hatte. Zum Nachweis dieser These konstruierte Kircher unter Berufung auf biblische Erzählungen eine umfangreiche Kolonialisierungsgeschichte der Welt durch Noahs Familie. Nach der Sintflut sei Ham, Noahs zweiter Sohn, nach Persien gekommen, wo er eine Kolonie gegründet habe. Kircher identifizierte ihn als Zoroaster, den König von Baktrien, dessen Grenze bis Indien und an die Mongolei reichte. Das Nachbarland China sei die letzte Erde gewesen, die Ham zu kolonialisieren hatte. Damals hätte der erste chinesische Kaiser Fu Xi vom Kolonialherren Ham die Hieroglyphenschrift übernommen und sie zur chinesischen Schrift entwickelt, behauptete Kircher. Nach seiner Zeitrechnung geschah diese Übernahme 300 Jahre nach der Sintflut.
Trotz dieser Verwandtschaft standen in seinem System die Ideogramme unter den Hieroglyphen, weil sie sich auf spezifische Ideen bezogen, anstatt auf mysteriöse Ideenkomplexe. Die Zeichen der Maya und Azteken waren für ihn noch niedrigere Zeichen, weil sie sich auf einzelne Objekte bezogen.

### Geologie

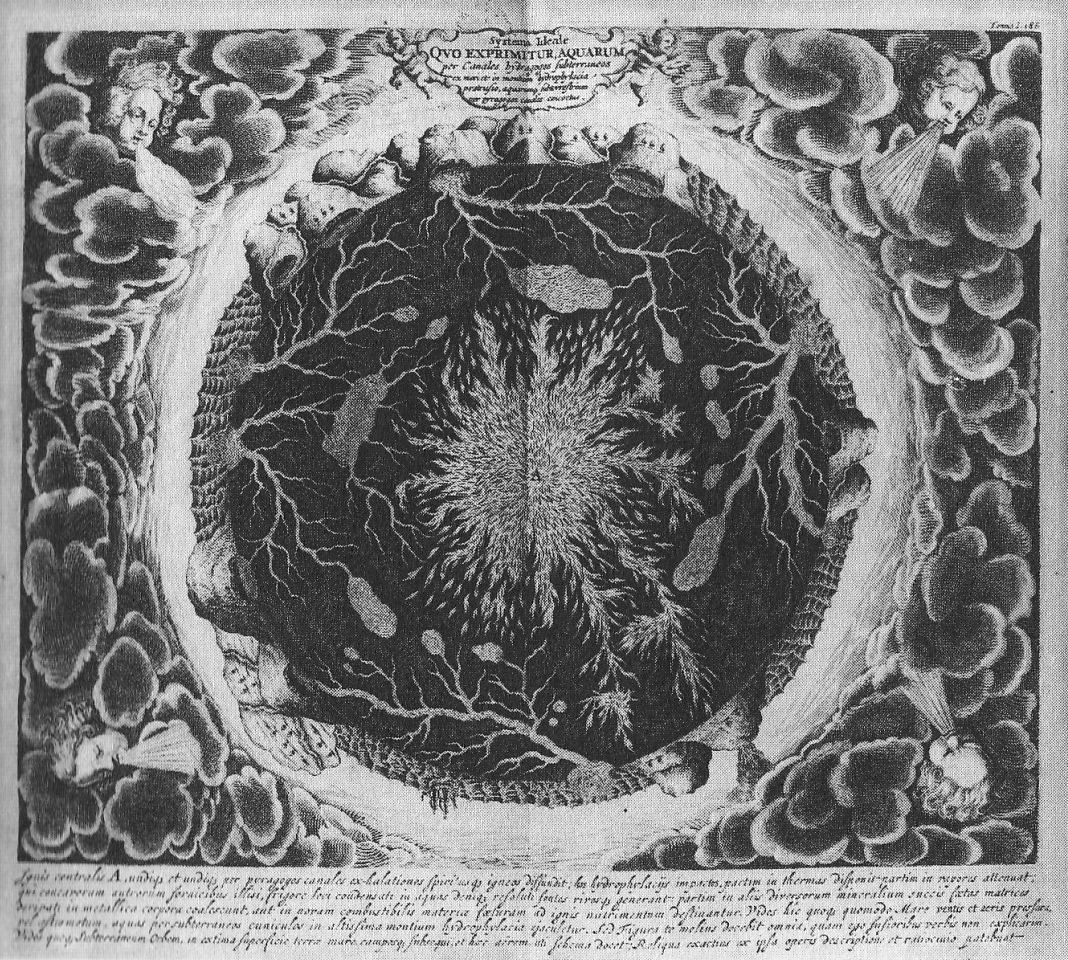
Kirchers Modell des Erdinneren aus Mundus subterraneus (1678)

Auf einer Reise nach Süditalien 1638 stieg Kircher in den Krater des Vesuvs, um dann am Rande der Eruptionen das Innere des Vulkans zu erforschen. Er war auch angetan von dem unterirdischen Rumpeln, das er an der Meerenge von Messina vernahm. Seine geologischen und geographischen Forschungen gipfelten in seinem Werk Mundus subterraneus (1664), in dem er vermutete, dass die Gezeiten von Wassermassen verursacht würden, die sich zwischen den Weltmeeren und einem unterirdischen Ozean bewegen.
Kirchers Standpunkt zu Fossilien war nicht einheitlich. Er verstand, dass einige dieser Versteinerungen Überreste von Tieren waren, andere schrieb er aber dem menschlichen Erfindergeist oder spontanen regenerativen Kräften der Erde zu. Nicht alle Objekte, die er zu erklären versuchte, waren tatsächlich Fossilien – daher die Vielfalt seiner Ansätze.

### Medizin

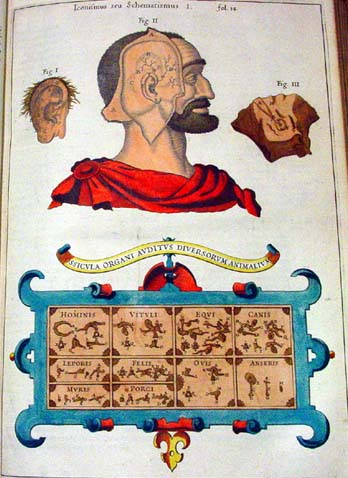
Illustration über das Gehör aus Musurgia universalis (1650)

Das einzige Werk Kirchers, das sich speziell mit medizinischen Fragen beschäftigt, ist seine 1658 veröffentlichte Schrift Scrutinium physico-medicum contagiosae luis, quae pestis dicitur. Es geht zurück auf die Pestepidemie von 1656 in Neapel, bei der er, in Zusammenarbeit mit Ärzten, Kranke in Siechenhäusern untersuchte. Kircher geht in einem eigenen Kapitel auf die Ursache der Pest ein. Nachdem er, für einen geistlichen Autoren pflichtgemäß, ihre Begründung als „Geißel Gottes“ angeführt hat widmet er sich ausführlich natürlichen Ursachen.
Neben der zeitgenössischen Miasma-Theorie erwähnt er, damals revolutionär, seine Vermutung, die Pest würde durch Ansteckung von Kranken auf Gesunde übertragen. Wie schon vor ihm der Arzt Girolamo Fracastoro nimmt er giftige „corpuscula“ als Ursache an, die gleich Samen die Krankheit verbreiten. Seiner eigenen Ansicht nach sind diese „corpuscula“ belebte Organismen („Würmlein“ bzw. Animalcula). Zur Begründung gibt er unter anderem an, er habe die „animata effluvia“ in dem damals neu erfundenen Mikroskop in mehreren Versuchen selbst sehen können; er hatte ein einfaches Mikroskop etwa 1646 von seinem Gönner, dem Kardinal Carlo di Ferdinando de’ Medici erhalten.
Nach heutigen Einschätzungen gilt es allerdings als ausgeschlossen, dass Kircher die Pesterreger (Bakterien), vor Entdeckung der achromatischen Linsen, tatsächlich gesehen haben kann. Medizinhistoriker erklären die Beobachtungen als technische Artefakte. Auch wurde vermutet, dass Kircher die zu seiner Zeit noch unbekannten Blutkörperchen beschrieben hatte. Dennoch gilt Kirchers Schrift, trotz der für den Autor nicht unüblichen kritiklosen Übernahme tradierter Anschauungen neben der Anwendung moderner Methoden, heute als bedeutender Beitrag, da seine Autorität dazu beitrug, die letztlich richtige Erklärung der Pesterkrankung durchzusetzen und er auch den Einsatz von, damals noch von Einigen als ketzerisch verdammten, technischen Hilfsmitteln wie dem Mikroskop zu etablieren.

### Musik
In dem Werk Musurgia universalis (1650) mit zahlreichen Notenbeispielen aus der zeitgenössischen Musik legt Kircher seine Ansichten zur Musik und zur Affektenlehre dar. Er glaubte, dass die Harmonie der Musik die Proportionen des Universums widerspiegelt. Besonders ausführlich wird der Orgelbau behandelt. Kircher beschreibt in diesem Buch Pläne von wasserkraftbetriebenen automatischen Orgeln, die Charakteristik des Vogelgesangs und den Aufbau musikalischer Instrumente. Eine Zeichnung zeigt die Unterschiede zwischen dem menschlichen Ohr und dem einiger Tierarten. Auch stellt er einen Algorithmus zur automatischen Komposition vor. Kircher behandelt ferner die Schallübertragung und Abhöranlagen.

### Erfindungen und theoretische Leistungen

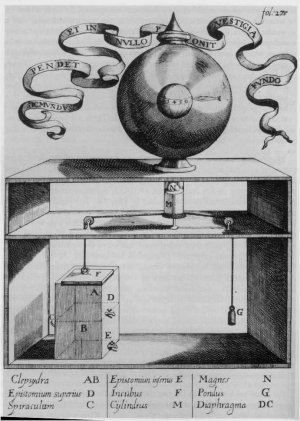
Konstruktion einer magnetischen Uhr (1650)

Zu Kirchers Erfindungen gehört unter anderem ein Vorläufer der Laterna magica, das Smicroscopium parastaticum, welches er in seinem Buch Ars magna lucis et umbrae (1671) beschreibt. Dieses Gerät bestand aus einer Drehscheibe und einer optischen Betrachtungseinrichtung. Auf dieser Scheibe waren zahlreiche kleine Bilder angebracht, die man durch das Linsensystem dann vergrößert betrachten konnte. Dieses Gerät ist ein direkter Vorläufer des Phenakistiskops, das wiederum ein direkter Vorläufer des Filmprojektors ist.
Er konstruierte eine magnetische Uhr nach dem von ihm in seinem Werk Magnes vorgestellten Mechanismus.
Weiterhin erfand Kircher das Organum mathematicum, eine Art mathematischer Lernmaschine.
Andere von Kircher entworfene oder konstruierte Maschinen waren:
- eine Pipeline aus Blei,
- eine Windharfe,
- eine Statue, die mittels eines Sprachrohrs sprechen und hören konnte,
- der Versuch eines Perpetuum mobile.

Nebenbei entwickelte er ein System der verschlüsselten Nachrichtenübertragung unter der Bezeichnung Stenographia („geheimes Schreiben mit Licht“) bzw. Cryptologia. Dieses System verwendete – im Gegensatz zur optischen Telegrafie der Antike – einen Hohlspiegel, der mit den zu übertragenden Schriftzeichen beschriftet wird. Mit diesem Verfahren konnten militärische Kommandos über eine Entfernung von rund dreieinhalb Kilometern „abhörsicher“ übermittelt werden.

### Farbenlehre
Aufbauend auf dem Farbsystem des Franciscus Aguilonius entwickelte Kircher 1646 dieses Farbsystem insofern weiter, als er es in Beziehung setzte zu Tugenden und Lastern und zu Geschmacksrichtungen sowie den Elementen des Aristoteles. Wegweisend war seine Unterscheidung von der Farbmischung durch Pigmentfarben der Malerei und den durch optische Effekte erzeugten Regenbogen – damit brachte er die Unterscheidung von subtraktiver und additiver Farbmischung voran.

### Sonstiges
In der Polygraphia nova (1663), die ihren Titel der kryptologischen Schrift Polygraphia des Johannes Trithemius entlehnte, schlägt Kircher eine von ihm geschaffene, künstliche universelle Plansprache vor.
Sein Schüler Caspar Schott, ein Würzburger Mathematiker, war sein engster Mitarbeiter.
Kircher beschäftigte sich zum Lebensabend auch mit der Sintflut und der Arche Noah (vor allem in technischer Hinsicht), wodurch das äußerst reich illustrierte Buch Arca Noë (erschienen in Amsterdam bei Jansson & Waesberge 1675) entstand. Einige Ausarbeitungen beziehen sich auf Studien des französischen Mathematikers Johannes Buteo, der 1554 eine den biblischen Angaben entsprechende Arche beschrieben hatte.
Kircher nahm gegenüber der in der Alchemie behaupteten Möglichkeit der Transmutation von Metallen eine kritische Haltung ein. Er schloss dies zwar nicht völlig aus, meinte aber, dass dies nur mit dunklen Mächten möglich sei oder durch teuflisches Blendwerk vorgetäuscht, was zu kritischen Auseinandersetzungen mit Anhängern dieser Richtung der Alchemie (von ihm Alchemia transmutatoria genannt) führten, darunter Ole Borch, John Webster (1610–1682), Gabriel Clauder und ein Autor mit dem Pseudonym von Blauenstein (abgedruckt in der Bibliotheca Chemica Curiosa). Davon unterschied er die Alchemia metallurgica (Bergbau, Metallurgie) und die Alchemia spagyrica (Pharmazeutisch-Medizinische Anwendungen), die er für nützlich hielt. Bezüglich seiner Haltung zu Metallumwandlungen bezog er sich auf Aristoteles, der seiner Meinung nach Elementumwandlungen ausschloss.
In Ars magna lucis et umbrae beschreibt Kircher im Kapitel Experimentum mirabile de imaginatione gallinae ein von ihm durchgeführtes Verhaltensexperiment an einem Hahn, der, nachdem ein Kreidestrich auf seinen Schnabel zu auf den Boden gezeichnet worden ist, einige Zeit unbeweglich verharrt. Kircher erklärt dies quasi-magisch dadurch, der Hahn glaube irrtümlich, er wäre durch den gezeichneten Strich gefesselt. Dieses Experiment ist als frühes Beispiel für Hypnose angeführt worden (der Begriff selbst wurde erst später, durch James Braid geprägt). Heute wird Kirchers Resultat als Totstellreflex gedeutet, auch wenn einige Autoren das Phänomen als der Hypnose beim Menschen analog betrachten und von Tierhypnose sprechen. Kirchers Arbeit wurde zu ihrer Zeit kaum rezipiert, die Beschäftigung mit Hypnose wurde erst später durch die Experimente von Franz Anton Mesmer in der Öffentlichkeit wahrgenommen.

## Standpunkt
Kircher war und blieb während seines gesamten Lebens ein Mann der katholischen Kirche. Stets versuchte er, die Ergebnisse seiner Arbeit in Einklang mit der Lehrmeinung der Kirche zu bringen.
So wandte er sich entsprechend der offiziellen Lehrmeinung in seinem Werk Magnes (1641) gegen das Kopernikanische Weltbild (vertreten durch Kepler) und unterstützte das Tychonische Modell, präsentierte aber in seinem späteren Werk Itinerarium extaticum (1656, revidiert 1671) mehrere alternativ mögliche Systeme, einschließlich des Kopernikanischen.

## Das Voynich-Manuskript
1665 erhielt der damals unrichtig als „Entzifferer der Hieroglyphen“ bekannte Kircher von seinem langjährigen Freund Johannes Marcus Marci das sogenannte Voynich-Manuskript in der Hoffnung, dass er es entschlüsseln könne. Das Manuskript blieb bis zur Annektierung des Kirchenstaates durch den italienischen König Viktor Emanuel II. im Jahre 1870 und der damit einhergehenden Säkularisation des Kirchenbesitzes mit Kirchers restlicher Korrespondenz im Archiv des Collegium Romanum.

## Bedeutung und Nachwirken
Während eines Großteils der Zeit seines wissenschaftlichen Wirkens galt Kircher als einer der populärsten Gelehrten der damaligen Welt. Gemäß der amerikanischen Historikerin Paula Findlen war Kircher „der erste Gelehrte mit weltweiter Reputation“. Seine Bedeutung erreichte er mit einer Doppelstrategie: Seinen eigenen Forschungen und Experimenten fügte er die Informationen hinzu, die er aus seiner Korrespondenz mit über 760 anderen Wissenschaftlern, Physikern und vor allem seinen Jesuitenbrüdern aus aller Welt zusammentrug. Die Encyclopædia Britannica nennt Kircher eine „Ein-Mann-Clearingstelle für intellektuelle Themen“. Die nach seinen Anweisungen illustrierten Werke waren sehr populär. Er war der erste Wissenschaftler, der sich durch den Verkauf seiner Bücher vollständig selbst finanzieren konnte.
Zum Ende seines Lebens begann sich der Cartesianismus durchzusetzen, und seine Popularität verebbte. René Descartes selbst nannte Kircher „mehr Quacksalber als Gelehrten“.
Aus heutiger Sicht erscheinen seine Werke als eine Mischung von Ergebnissen genuiner Forschung, durchdachten Beziehungsmanagements, zukunftsweisender Intuition, bloßer Spekulation und bewundernswerten Marketings.
Der moderne Kircher-Forscher John E. Fletcher beurteilt seine Arbeitsweise folgendermaßen:

„Sein Fleiß und sein Ausstoß waren herkulisch. Beinahe unvermeidlich, dass in seinen Werken wertvolle Entdeckungen enthalten sind und neue Tatsachen präsentiert werden … Aber er war ebenso leichtgläubig, naiv und kindlich in seiner Leichtgläubigkeit. Wie ein riesiger Schwamm absorbierte er Wissen, Phantasie, Wahrheit und Erfindung zu gleichen Teilen, woraus er ein sonderbares Gemisch von launenhaft-schrulliger Halbwahrheit produzierte …“

Nach seinem Tod wurde Kirchers Werk bis ins späte 20. Jahrhundert weitgehend nicht beachtet, dann aber erfuhr es eine gewisse Renaissance. Man führt Kirchers Wiederentdeckung auf die Ähnlichkeiten seines eklektizistischen Ansatzes mit der Postmoderne zurück. Da ein Großteil von Kirchers wissenschaftlicher Arbeit heute nicht mehr aktuell ist und wenige seiner Werke übersetzt wurden, liegt das heutige Interesse mehr auf deren ästhetischer Qualität als auf dem eigentlichen Inhalt. Eine Reihe von Ausstellungen hat bereits die Schönheit von Kirchers Werken herausgestellt:
- Chicago, 2000: The ecstatic journey: Athanasius Kircher in Baroque Rome, Ausstellung an der University of Chicago
- Rom, 2001: Athanasius Kircher: Il Museo del Mondo, Exponate des ehemaligen Museum Kircherianum im Palazzo Venezia
- Stanford, 2001: The great art of knowing: The baroque encyclopedia of Athanasius Kircher, Ausstellung an der Stanford-Universität
- Wolfenbüttel, 2002: Athanasius Kircher und Herzog August der Jüngere von Braunschweig-Lüneburg, Ausstellung aus Anlass des 400. Geburtstages Kirchers

Kircher war Gegenstand von Romanen. Heimito von Doderer nimmt in seinem Roman Ein Umweg (Gespräch zwischen einer der Hauptfiguren des Romans, Manuel, und Pater Kircher) und in seiner Textsammlung Die Wiederkehr der Drachen Bezug auf Athanasius Kircher. Umberto Eco schrieb über Kircher sowohl in seinem Roman Die Insel des vorigen Tages als auch in seinen nichtfiktionalen Texten Die Suche nach der vollkommenen Sprache und Serendipities. Language and Lunacy. Im historischen Roman Imprimatur von Monaldi & Sorti (2002) spielt Kircher eine tragende Rolle. Kurz nach seinem Tod werden einige Reisende von den päpstlichen Gesundheitsbehörden wegen einer Pestepidemie in einem Hotel im barocken Rom eingesperrt. Kirchers Theorie über die Heilkraft der Musik wird von den Protagonisten in diversen Rückblenden erinnert und liefert schließlich den Schlüssel zum Rätsel. Daniel Kehlmann lässt in seinem Roman Tyll die Hauptfigur zweimal auf Kircher treffen, der mit seinem Hexenkommissar Oswald Tesimond einen Prozess gegen Tylls Vater führt, der mit dessen Hinrichtung endet. Ein weiterer Roman über Kircher stammt von Jean-Marie Blas de Roblés.

## Benennungen
Der Mondkrater Kircher ist nach ihm benannt.
Es gibt mehrere Straßen und Wege in Deutschland, die nach Kircher benannt sind. Darunter der Kircherweg in Paderborn und jeweils eine Athanasius-Kircher-Straße in Geisa, eine in Hünfeld, eine in Heilbad Heiligenstadt und eine in Würzburg. In Fulda war eine Schule nach ihm benannt.

## Werke

Latium (1671)

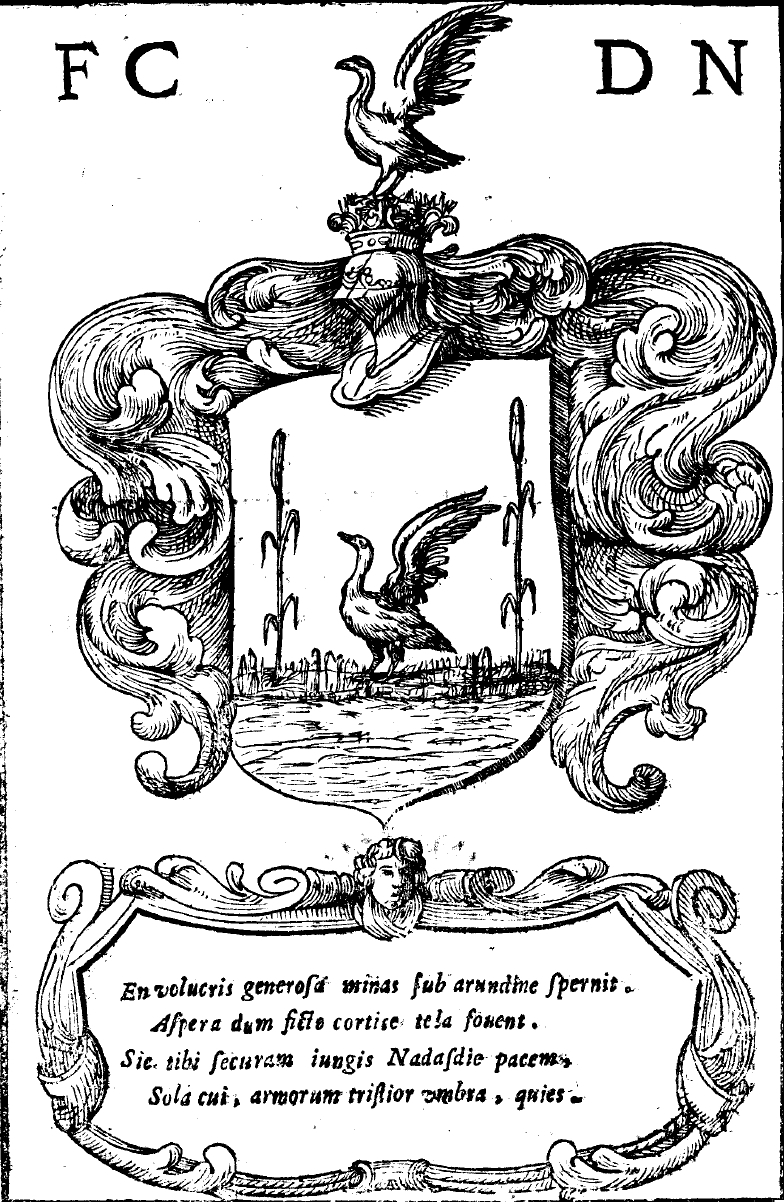
Arithmologia (1665)

Kirchers Nachlass wird mit 44 gedruckten Bänden und 14 Briefschaften angegeben.
Seine wichtigsten Werke (in chronologischer Reihung):
- 1631 Ars Magnesia
- 1635 Primitiae gnomoniciae catroptricae
- 1636 Prodromus Coptus sive Ægyptiacus
- 1637 Specula Melitensis encyclica, hoc est syntagma novum instrumentorum physico-mathematicorum
- 1641 Magnes sive de arte magnetica
- 1643 Lingua Ægyptiaca restituta
- 1645–1646 Ars magna lucis et umbrae
- 1650 Obeliscus Pamphilius
- 1650 Musurgia universalis, sive ars magna consoni et dissoni
- 1652–1655 Œdipus Ægyptiacus (zweiter Band, Teil 1, zweiter Band, Teil 2, dritter Band)
- 1656 Itinerarium extaticum s. opificium coeleste
- 1657 Iter extaticum secundum, mundi subterranei prodromus
- 1658 Scrutinium physico-medicum contagiosae luis, quae pestis dicitur
- 1660 Pantometrum Kircherianum … explicatum a G. Schotto
- 1660 Iter extaticum coeleste
- 1661 Diatribe de prodigiosis crucibus
- 1663 Polygraphia nova et universalis, ex combinatoria arte detecta
- 1664–1678 Mundus subterraneus, quo universae denique naturae divitiae (Band 2) (Digitalisierte Ausgabe Band 1/2 der Universitäts- und Landesbibliothek Düsseldorf)
- 1665 Historia Eustachio-Mariana
- 1665 Arithmologia sive de abditis numerorum mysteriis

- 1666 Obelisci Aegyptiaci … interpretatio hieroglyphica
- 1667 China monumentis, qua sacris qua profanis, nec non variis naturae et artis spectaculis, aliarumque rerum memorabilium argumentis illustrata
- 1667 Magneticum naturae regnum sive disceptatio physiologica
- 1668 Organum mathematicum (Mitwirkender, herausgegeben und veröffentlicht von Gaspar Schott)
- 1669 Principis Cristiani archetypon politicum (Ausgabe von 1672)
- 1669 Latium
- 1669 Ars magna sciendi sive combinatorica
- 1670 La Chine […] illustrée de plusieurs monuments tant sacrés que profanes […]
- 1671 Ars magna lucis et umbrae
- 1673 Phonurgia nova, sive conjugium mechanico-physicum artis & naturae paranympha phonosophia concinnatum
- 1675 Arca Noë
- 1676 Sphinx mystagoga
- 1679 Musaeum Collegii Romani Societatis Jesu
- 1679 Turris Babel, sive Archontologia qua primo priscorum post diluvium hominum vita, mores rerumque gestarum magnitudo, secundo Turris fabrica civitatumque exstructio, confusio linguarum, & inde gentium transmigrationis, cum principalium inde enatorum idiomatum historia, multiplici eruditione describuntur & explicantur. Amstelodami, Jansson-Waesberge 1679
- 1679 Tariffa Kircheriana sive mensa Pythagorica expansa
- 1680 Physiologia Kircheriana experimentalis

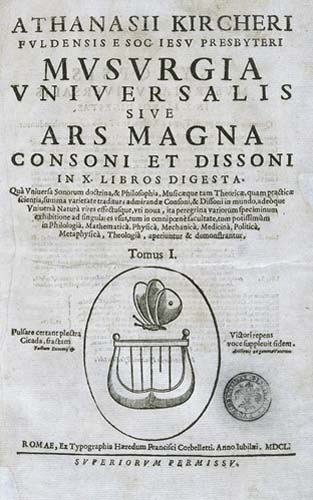
Musurgia universalis (1650)
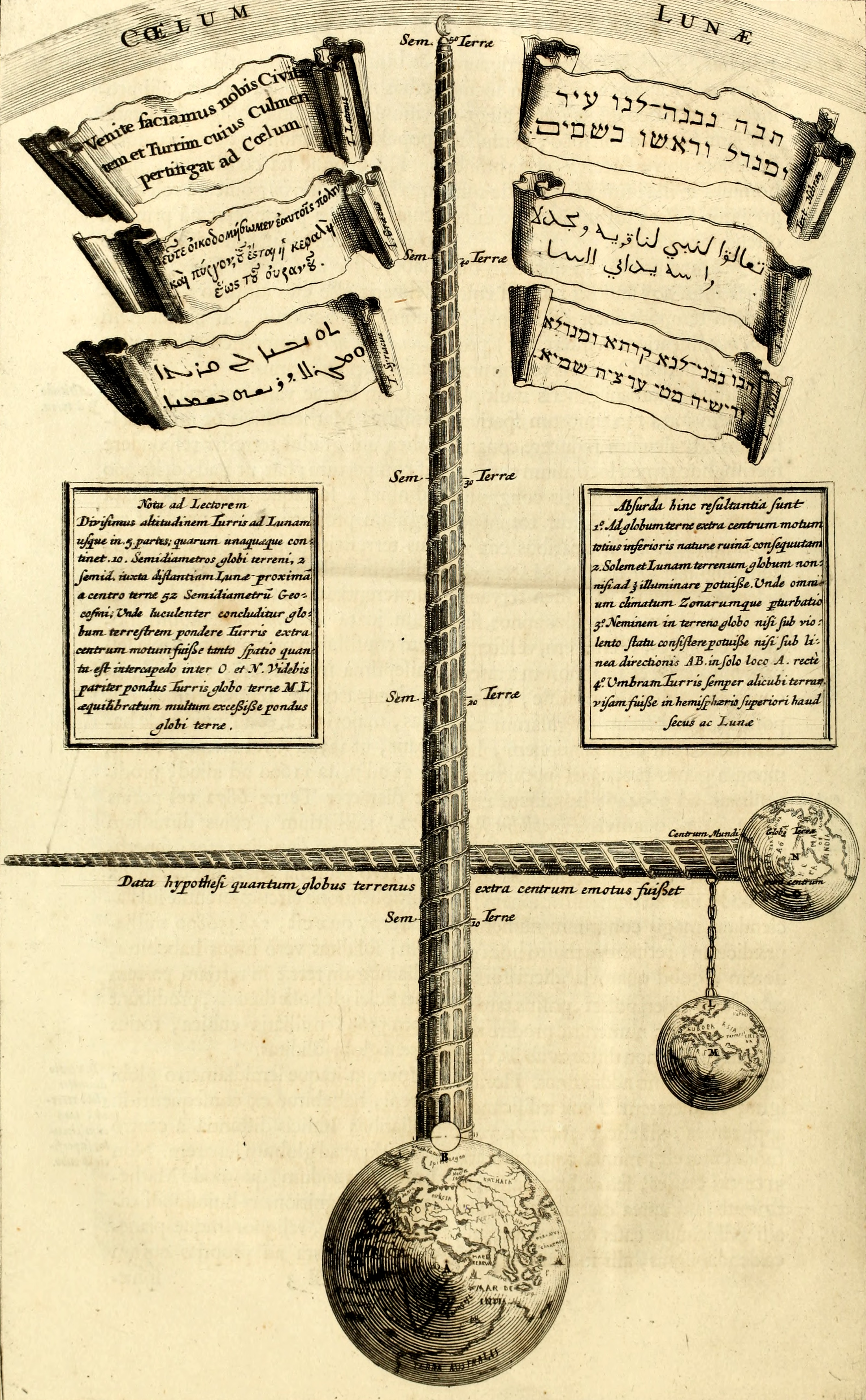
Turris Babel: Figurative Erklärung, weshalb der Turmbau zu Babel nicht den Mond erreichen konnte
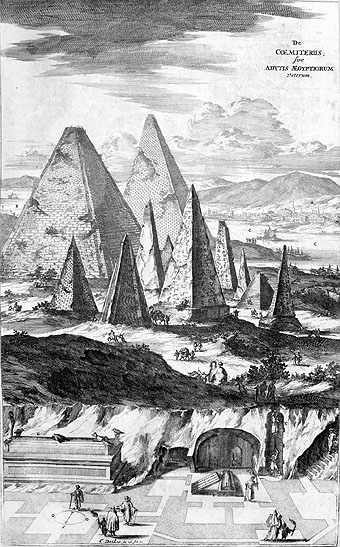
Titelkupfer des Werkes Sphinx Mystagoga (1676)
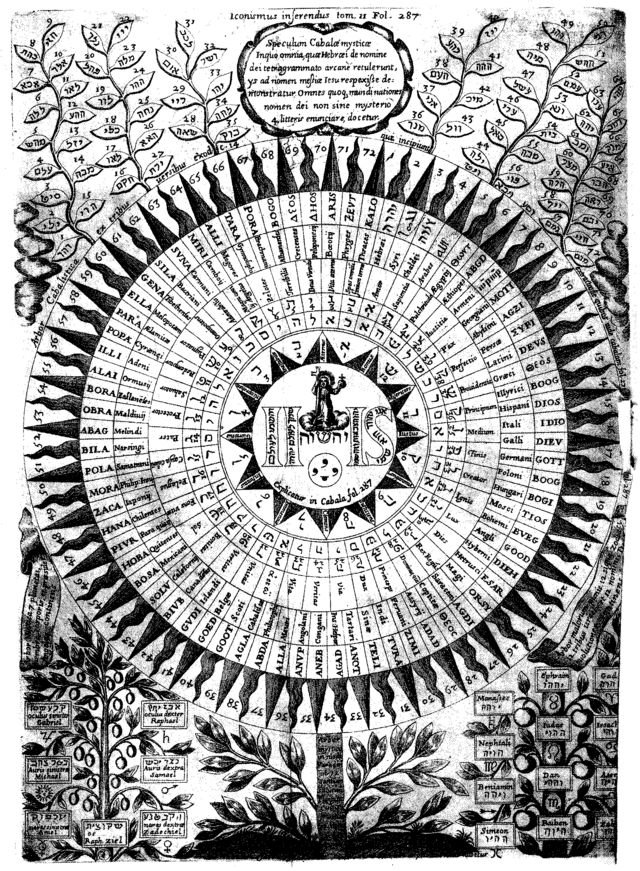
Diagramm über die Bezeichnungen Gottes in Oedipus Aegyptiacus

## Schriften
- Athanasius Kircher: Musurgia Universalis: Musical Experiments; Harmonies of the planets and their satellites. In: Joscelyn Godwin (Hrsg.): The Harmony of the Spheres. A sourcebook of the Pythagorean tradition in music. Inner Traditions International, Rochester (Vermont) 1993, ISBN 0-89281-265-6, S. 263–286.
- Hans-Joachim Vollrath (Hrsg.): Kaspar Schott an Athanasius Kircher. Briefe 1650–1664. Königshausen & Neumann, Würzburg 2015, ISBN 978-3-8260-5732-8.

### Seiten in englischer Sprache
- Athanasius Kircher at Stanford. In: stanford.edu. (englisch).
- Monumenta Kircheri. In: unigre.it. 28. Oktober 2019 (englisch).
- Klaus-Peter Kelber: Athanasius Kircher Links, with a Geoscience Bias. In: uni-wuerzburg.de. 12. Oktober 2005, archiviert vom Original (nicht mehr online verfügbar) am 23. August 2006 (englisch, ausführliches Linkverzeichnis über Athanasius Kircher).
- Adolf Müller: Athanasius Kircher. In: New Advent – Catholic Encyclopedia. Band 8. Robert Appleton Company, New York, 1910 (englisch).
- Kircher, Athanasius. In: Columbia Electronic Encyclopedia. 2012 (englisch).
- Michael John Gorman, Nick Wilding: The Correspondence of Athanasius Kircher: The World of a Seventeenth Century Jesuit. An International Research Project. In: imss.fi.it. Institute and Museum of the History of Science, Florenz, 6. Februar 2003, archiviert vom Original (nicht mehr online verfügbar) am 16. November 2018 (englisch).
- Steven I. Hajdu: The First Use of the Microscope in Medicine. In: Annals of Clinical and Laboratory Science. 2002, S. 309–310 (englisch).
- Richard S. Westfall: Kircher, Athanasius. In: The Galileo Project. 1995 (englisch).
- The World is Bound With Secret Knots: The Life and Works of Athanasius Kircher. In: mjt.org. (englisch).

### Werke im Internet
- Übersicht über alle im Internet zugänglichen Werke chronologisch geordnet
- Zahlreiche Digitalisate bei ECHO
- Musurgia universalis (Übersetzung: Günter Scheibel, HMT Leipzig)